# Transformation (Archäologie)
Transformation beschreibt in der archäologischen Forschung gesellschaftliche und ökologische Prozesse, die zu tiefgreifenden und nachhaltigen Veränderungen führten. Die Untersuchung dieser Transformationenprozesse ist ein zentraler Bestandteil moderner archäologischer Forschung. Durch die Untersuchung von Transformationen versucht die Archäologie, die Wechselwirkungen zwischen Menschen und ihrer Umwelt in verschiedenen historischen Kontexten nachzuvollziehen.

## Beschreibung
Ein wichtiger Aspekt der archäologischen Forschung ist das Studium von so genannten sozio-ökonomischen bzw. sozio-ökologischen Transformationen. Dabei geht es um Prozesse, die zu einer grundlegenden Umgestaltung von Gesellschaften und ihren Beziehungen zur Umwelt führen. Diese Transformationen sind oft das Ergebnis komplexer Wechselwirkungen zwischen sozialen, kulturellen und ökologischen Faktoren und hinterlassen deutliche Spuren, die archäologisch zu rekonstruieren sind. Das Verständnis solcher Transformationen ist nicht nur für die Rekonstruktion der Vergangenheit von Bedeutung, sondern liefert auch wertvolle Erkenntnisse für die Analyse aktueller gesellschaftlicher und ökologischer Herausforderungen. Um langfristige Entwicklungen und deren Auswirkungen auf Gesellschaften und ihre Umwelt zu verstehen, ist eine breite Methodenkombination aus Archäologie, Umweltwissenschaften, Geschichtswissenschaften und anderen Disziplinen nötig. Das Verständnis vergangener Transformationen leistet einen wichtigen Beitrag zur aktuellen Diskussion über globale Herausforderungen wie Klimawandel, Migration oder soziale Instabilität.
Die Erforschung komplexer Veränderungsprozesse ist ein altes und nach wie vor zentrales Thema der archäologischen Forschung. Als ein sehr bekanntes Beispiel für tiefgreifende Veränderungen kann die Neolithische Revolution angeführt werden. Häufig werden Transformationsprozesse in Isolation betrachtet. Seit 2016 werden an der Christian-Albrechts-Universität zu Kiel (CAU) im extra dafür eingerichteten Sonderforschungsbereich 1266 Transformationen vergangener Gesellschaften systematisch analysiert. Dies umfasst einerseits einen interdisziplinären Ansatz, um einzelne Transformationen besser zu verstehen. Weiterhin umfasst dies einen übergreifenden, theoretischen Ansatz, Transformationsprozesse zu kategorisieren und raum- und zeitübergreifende Muster zu erkennen. Durch den interdisziplinären und integrativen Ansatz wird versucht, Muster und Mechanismen von Transformationen zu identifizieren, die möglicherweise auch heute noch relevant sind, und daraus Erkenntnisse zu gewinnen, die für die Analyse und das Management von gesellschaftlichen und ökologischen Veränderungen in der Gegenwart von Bedeutung sind.

## Beispiele
Klima und Gesellschaft sind verwoben und jede sozio-ökologische Transformation hat Auswirkungen auf beide Aspekte. Dennoch sind Unterschiede auszumachen, welche Aspekte eine größere Rolle spielen. So können Anpassungen des Menschen an Klimaveränderungen und Klimaereignisse angeführt werden als auch kulturelle Transformationen (politische, religiöse), die allerdings durch Klimaveränderungen beeinflusst oder losgetreten werden können. Einige Beispiele für das komplexe Zusammenspiel von Umwelt und Kultur sind im Folgenden aufgelistet.

### Klimaereignisse und Reaktion des Menschen
- 4,2-Kilojahr-Ereignis
- Misox-Schwankung
- Mittelalterliche Klimaanomalie
- Kleine Eiszeit

### Migrationen
- Migrationen in der Jungsteinzeit

### Politische/religiöse Transformationen mit Klima als Katalysator
- Neolithische Revolution
- Göbekli Tepe
- Ende der El-Argar-Kultur

### Politische/religiöse Transformationen
- Ersetzung Körperbestattungen durch Brandbestattungen in weiten Teilen Europas